# Albrecht Theodor Middeldorpf
Albrecht Theodor Middeldorpf, född 3 juli 1824 i Breslau, död där 29 juli 1868, var en tysk kirurg.
Middeldorpf blev 1846 medicine doktor samt 1854 extra ordinarie och 1856 ordinarie professor i kirurgi och oftalmiatrik i sin födelsestad. Han är mest känd för införandet av galvanokaustiken inom kirurgin. Han hade visserligen i detta avseende en föregångare i finländaren Gustaf Samuel Crusell, men det var genom Middeldorpfs undersökningar, som denna operationsmetod vann insteg. Sin första galvanokaustiska operation på människa utförde han i slutet av mars 1853. Han meddelade resultaten av sina hithörande arbeten i Die Galvanokaustik, ein Beitrag zur operativen Medizin (1854, av vetenskapsakademien i Paris 1856 belönt med monthyonska priset).

## Övriga skrifter (i urval)
- Beiträge zur Lehre von den Knochenbruchen (1853)
- Abrégé de la galvanocaustie (1867)